# Calliphora autissiodorensis
Calliphora autissiodorensis är en tvåvingeart som först beskrevs av Robineau-desvoidy 1830.  Calliphora autissiodorensis ingår i släktet Calliphora och familjen spyflugor.
Artens utbredningsområde är Frankrike. Inga underarter finns listade i Catalogue of Life.